# Introductio in analysin infinitorum

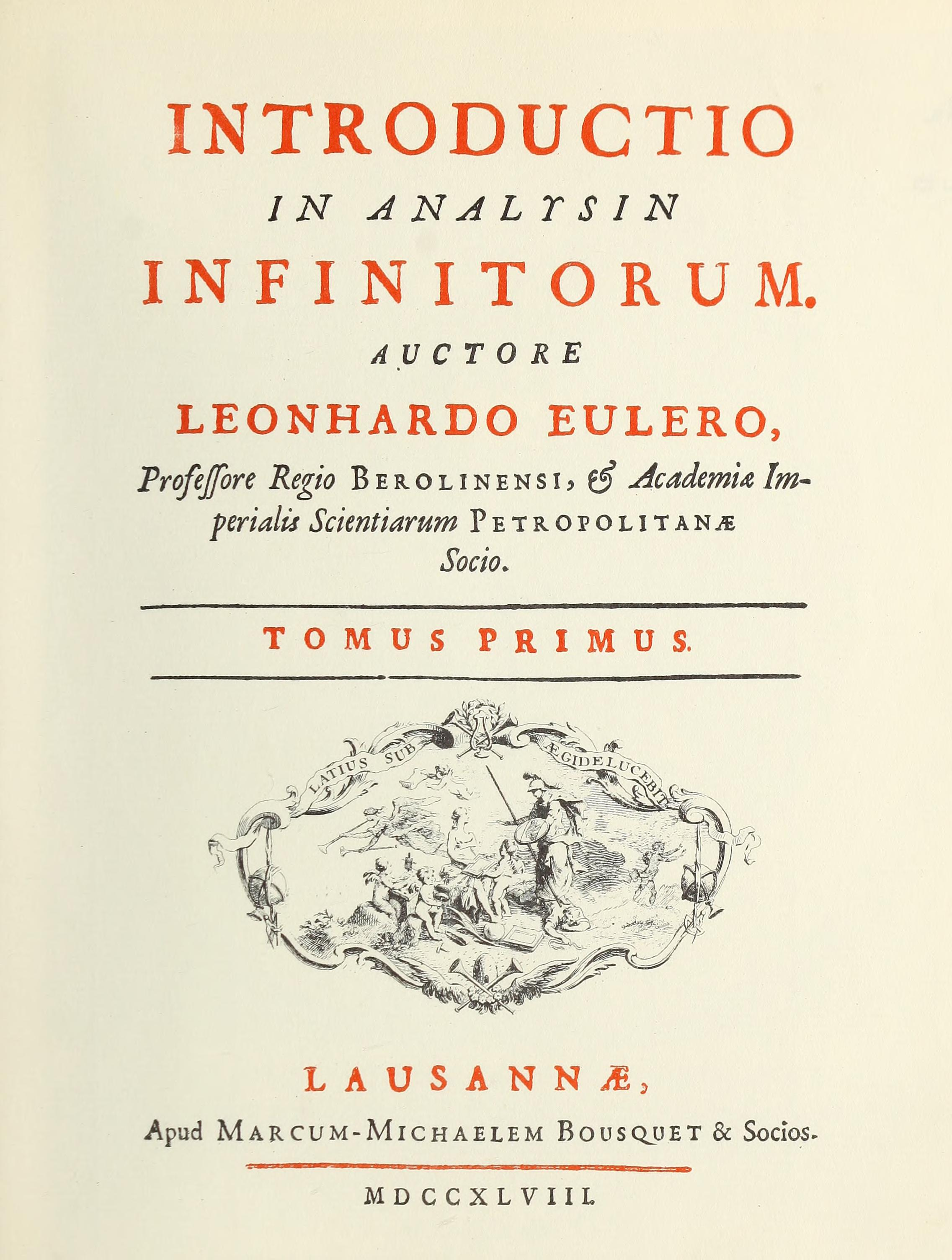
Titelseite des ersten Teils

Introductio in analysin infinitorum (deutsch: „Einführung in die Analyse des Unendlichen“) ist ein zweibändiges Werk des Mathematikers Leonhard Euler, das 1748 veröffentlicht wurde und maßgeblich die Entwicklung der modernen Analysis beeinflusste.

## Inhalt
Das auf Latein geschriebene Werk enthält im ersten Teil 18 und im zweiten Teil 22 Kapitel und ist fortlaufend in Paragraphen nummeriert. Euler sammelte nicht nur die damals bekannten Resultate, sondern fügte auch einige von ihm selbst entdeckte hinzu.
Im ersten Teil widmet sich Euler den Funktionen und Variablen. Aus diesem Werk stammt eine der ältesten Definitionen des Funktionenbegriffes:

„Eine Function einer veränderlichen Zahlgrösse ist ein analytischer Ausdruck, der auf irgend eine Weise aus der veränderlichen Zahlgrösse und aus eigentlichen Zahlen oder aus konstanten Zahlgrössen zusammengesetzt ist.“

Die formulierte Definition unterscheidet sich, abgesehen davon, dass sie ohne Mengenlehre formuliert wurde, in zwei Aspekten von der modernen Definition: Zum einen verstand Euler unter Funktionen nur Terme, die aus elementaren Funktionen bestehen, wie {\displaystyle {\sqrt {1-x^{2}}}}. Zum anderen, worauf er in § 10 genauer geht, dürfen Funktionen nach seiner Definition mehrere Funktionswerte annehmen. Als Beispiel nennt er selbst den Term {\displaystyle {\sqrt {2z+2z^{2}}}}, der im Sinne Eulers für jedes reelle {\displaystyle z} zwei Werte ausgibt.
Aufbauend auf der Definition einer Funktion beschäftigt sich Euler im restlichen ersten Teil mit Exponentiation, Logrithmenbildung, Trigonometrie, Reihen (besonders Potenzreihen) und Kettenbrüchen. Im zweiten Teil behandelt er Kurven, das Koordinatensystem und dessen Transformationen, Asymptoten und Kurvendiskussionen. Wie in der damaligen Praxis noch üblich, geht Euler in seinem Buch recht sorglos mit dem Begriff des Grenzwertes und des Unendlichen um. So führt er in § 114 die Infinitesimalzahlen und unendlich großen Zahlen ein und führt Grenzwertargumente durch, ohne sich über die Gültigkeit dieser Beweise tiefere Gedanken zu machen.
Mathematikhistorisch bedeutsam sind seine Sätze über die später nach ihm benannte eulersche Zahl {\displaystyle \mathrm {e} }. In dem Buch taucht die Zahl erstmals in seiner Reihen- und Kettenbruchdarstellung auf. Ebenso erscheint in dem Werk erstmals die eulersche Formel
{\displaystyle \mathrm {e} ^{\mathrm {i} x}=\cos x+\mathrm {i} \sin x}.
Auch Themen, die man heutzutage nicht mehr zur Analysis, sondern zur Algebra oder Zahlentheorie zählen würde, wie etwa die Lösungstheorie bestimmter Polynome, Partitionen und algebraische Kurven, werden in dem Werk behandelt.
Obwohl das Werk eine Einleitung in die Analysis ist (oder gerade deshalb), behandelt Euler weder die Differential- noch die Integralrechnung, auch wenn er vor allem im zweiten Teil des Buches zur Beschreibung der Kurven manchmal implizit auf die Differentiation zurückgreift. Diese behandelt er jeweils in den nachfolgenden Werken Institutiones calculi differentialis und Institutiones calculi integralis.

## Bedeutung
Der Mathematikhistoriker Carl Benjamin Boyer bezeichnete das Werk als „wichtigstes Lehrbuch der Neuzeit“ (foremost textbook in modern times) und verglich seine Bedeutung mit Euklids Elementen, die er für das „wichtigste Lehrbuch der Antike“ hielt. Zwar hielt er von den modernen Werken La Géométrie von Descartes, die Principia Mathematica von Newton oder die Disquisitiones Arithmeticae von Gauß für ebenso wichtig, sie würden aber nicht an die pädagogische Bedeutung von Eulers Werk heranreichen. Auf den Einfluss dieses Werkes gehe mutmaßlich der Grund zurück, warum man das heutige Fachgebiet nur Analysis und nicht Analysis des Unendlichen nenne.

## Übersetzungen
- H. Maser: Einleitung in die Analysis des Unendlichen. Erster Teil der Introductio in Analysin Infinitorum. Springer; Reprint der deutschen Erstausgabe Berlin 1885 mit Vorwort des Herausgebers Wolfgang Walter, 1983.